# ازدواج مجدد و آرزوها
ازدواج مجدد و آرزوها (به کره‌ای: 블랙의 신부; انگلیسی: Remarriage & Desires) یک مجموعه تلویزیونی محصول کره جنوبی در سال ۲۰۲۲ به کارگردانی کیم جونگ مین و با بازی کیم هی سون، لی هیون ووک، جونگ یو جین، چا جی یون و پارک هون است. این مجموعه در ۱۵ ژوئیه ۲۰۲۲ در نتفلیکس منتشر شد.